# 나가타구
나가타구(일본어: 長田区)는 일본 효고현 고베시 중남부에 있는 구이다. 고베 3대 신사 중 하나인 나가타 신사가 있으며, 정월의 3일뿐만 아니라 쓰이나 신사, 하월제 등 연중 활기가 있다.
일본에서도 유수한 한인촌이 있어 오사카시 이쿠노구에 버금갈 정도로 재일 한국인이 많은 거리로 유명하다.

## 역사
- 1945년 - 행정구의 재편성을 실시해 종래의 하야시다구를 기초로 나가타구가 탄생하였다.

## 교통

### 철도
- 서일본 여객철도
  - 산요 본선

- 한신 고속 철도
  - 도자이선

- 산요 전기 철도
  - 본선

- 고베 전철
  - 아리마선

- 고베시 교통국(고베 시영 지하철)
  - 세이신·야마테선
  - 가이간선

### 도로
- 한신 고속도로
- 국도 제2호선
- 국도 제28호선
- 국도 제250호선 (일본)(일본어판)

## 주요 인물
- 코토부키 미나코 (寿 美菜子)
- 아사다 쿄우야 (麻田 響也)